# Eldin Dzogovic
Eldin Dzogovic (Luxemburgo, 8 de junio de 2003) es un futbolista luxemburgués que juega en la demarcación de centrocampista para el 1. F. C. Magdeburgo de la 2. Bundesliga.

## Selección nacional
Tras jugar con la selección de fútbol sub-16 de Luxemburgo, la sub-17, la sub-19 y con la sub-21, finalmente debutó con la selección absoluta el 24 de marzo de 2021. Lo hizo en un partido amistoso contra Catar que finalizó con un resultado de 1-0 a favor del combinado catarí tras el gol de Mohammed Muntari.

## Clubes
| Club                   | País     | Año   | Partidos | Goles |
| ---------------------- | -------- | ----- | -------- | ----- |
| 1. F. C. Magdeburgo    | Alemania | 2021- | 2        | 0     |
| 1. F. C. Magdeburgo II | Alemania | 2023- | 70       | 14    |